# De Kwis
De Kwis was een Nederlandse, door Paul de Leeuw gepresenteerde humoristische quiz die uitgezonden werd door NPO 1. Naast De Leeuw waren Niels van der Laan, Jeroen Woe, Joep van Deudekom en Rob Urgert als vaste "kwismasters" te zien. Het programma stond onder muzikale leiding van de band van Miguel Wiels. De Kwis werd geschreven door de quizmasters, eindredacteur Hans Riemens en schrijver Edo Schoonbeek. Elke week moest een andere bekende Nederlander in het tv-programma vragen beantwoorden over de actualiteit. Het ontstond als onderdeel van het programma PAU!L van De Leeuw. Nadat hij besloot te stoppen met het maken van grote zaterdagavondshows, ging De Kwis als zelfstandig programma door. Paul de Leeuw bleef wel als presentator betrokken bij het programma. 
De Kwis werd opgenomen in een studio in Almere en semilive uitgezonden. Het programma stopte omdat vooral Van Deudekom en Urgert toe waren aan iets nieuws; de laatste uitzending was op 28 april 2018, hierin was Paul de Leeuw, alle seizoenen lang de presentator en degene die het programma in het begin populair maakte, de kandidaat. In totaal zijn er 76 afleveringen van het programma gemaakt, waarvan twee compilatie-uitzendingen.

## Geschiedenis
Het programmaonderdeel startte op zaterdag 22 oktober 2011 onder de naam Weekwelweekniet-kwis, later kortweg De Kwis, als onderdeel van PAU!L en later van Langs de Leeuw. De Leeuw was steeds de enige kandidaat in De Kwis. Hij speelde om zogeheten AU!-vragen, nogal ongemakkelijke vragen aan zijn gasten. Als hij een vraag goed had, hoefde hij een vraag niet te stellen. In latere seizoenen deed er iedere aflevering één bekende Nederlander mee die samen met De Leeuw de vragen moest beantwoorden. Voor iedere vraag die ze niet goed hadden, kreeg de kandidaat een handicap voor de opdracht die hij of zij uit moest voeren.
Het eerste seizoen van het programma De Kwis startte op 2 november 2013 en duurde tot midden december. Het tweede seizoen begon in maart 2014 en duurde tot eind april dat jaar. Ook in de vier jaar daarna werd het programma steeds uitgezonden in de maanden november-december en maart-april.
Op 3 maart 2014 won het programma een van de tv-beelden in de categorie beste nieuwe format. In 2014, 2015 en 2016 werd De Kwis genomineerd voor een tv-beeld in de categorie beste amusement, in 2016 won het programma in deze categorie. In 2014 werd De Kwis genomineerd voor de Zilveren Nipkowschijf. Bij het jaarlijkse humoronderzoek van Comedy Central kwam De Kwis in 2014 en 2015 uit de bus als grappigste programma van het jaar.

## Onderdelen
Een aflevering van De Kwis bestond uit meerdere onderdelen die een gast al dan niet kon 'halen'. Een niet gehaald onderdeel resulteerde vaak in een opdracht of had consequenties voor de opdracht die de gast aan het eind van de aflevering moest doen. Sinds najaar 2015 kon de gast bij gehaalde opdrachten soms ook iets verdienen.
Onderdelen waren onder andere:
De week van de gastNog voor de quizmasters opkwamen, besprak Paul de Leeuw de week van de gast aan de hand van foto's die deze van maandag tot en met vrijdag had gemaakt. De foto van zaterdag werd samen met de quizmasters aan het eind van de aflevering gemaakt, waarbij de gast ook zijn 'prijs' kreeg overhandigd. Tot het najaar van 2015 was dat het fictieve bordspel De Kwis, daarna een 'kwisselbeker'.
Pechvogel van de weekIn najaar van 2015 werd 'De pechvogel van de week' geïntroduceerd. Elke week kreeg de gast de kans iets te verdienen voor iemand die onlangs verschrikkelijke pech gehad had. Deze persoon was ook in de studio aanwezig.
De nieuwscentrifugeIn dit onderdeel werden vier krantenkoppen in stukken geknipt en door elkaar gegooid, waardoor onzinnige of grappige zinnen ontstonden. Het was aan de kandidaat om de zinsdelen in de juiste volgorde te zetten.
De wie-heeft-er-wat-over-wie-gezegd-vraagDe gast kreeg uitspraken te zien en moest door middel van vier antwoordmogelijkheden kiezen wie die uitspraak had gedaan over wie.
Dit onderdeel werd soms in plaats van De nieuwscentrifuge gedaan.
De muzikale parodieIedere week maakten de quizmasters, vaak alleen Van der Laan en Woe, een parodie van een bestaand nummer over de actualiteit.
De lopende bandIn navolging van de lopende band uit Een van de acht had ook De Kwis een lopende band. De quizmasters schoven een voor een bepaalde voorwerpen over hun desk die indirect een nieuwsfeit verbeeldden. Als de kandidaat het nieuwsfeit goed had geraden, kreeg hij een deel van het 'gezicht van de week' te zien. Uiteindelijk moest de kandidaat het gezicht van de week raden.
De spannende toonDe gast moest zo veel mogelijk meerkeuzevragen, die door De Leeuw werden gesteld, beantwoorden, dit onder begeleiding van een 'spannend' stuk pianospel. Er waren per vraag drie antwoordmogelijkheden. Het onderdeel was gewonnen wanneer de gast meer vragen goed beantwoordde dan de gast van de week ervoor. Dit onderdeel was afgeleid van de finale van Tien voor Taal.
De InkwisitieGedurende het hele spel kon de gast 'nees' winnen. Aan het eind van het spel, kreeg de gast een zogenoemde Inkwisitie. Hier kreeg de desbetreffende gast lastige (vaak persoonlijke op de gast gerichte) vragen waarop hij of zij ja moest antwoorden, tenzij hij een van de gewonnen 'nees' inzette. De gast deed er wijs aan minimaal één nee te bewaren voor de laatste vraag, waar meestal een opdracht aan verbonden zat. Nadat dit in enkele afleveringen had plaatsgevonden, was dit item sinds seizoen 7 een vast onderdeel.

## Afleveringen

### Seizoen 1 (najaar 2013)
| Afl. | Datum            | Gast                                | Liedje                          | Kijkcijfers |
| ---- | ---------------- | ----------------------------------- | ------------------------------- | ----------- |
| 1    | 2 november 2013  | Art Rooijakkers                     | Pietenpak                       | 1.332.000   |
| 2    | 9 november 2013  | Humberto Tan                        | Amira vs Kinderen voor Kinderen | 1.424.000   |
| 3    | 16 november 2013 | Willie Wartaal                      | De jeugd van tegenwoordig       | 1.321.000   |
| 4    | 23 november 2013 | Sander Lantinga en Coen Swijnenberg | Trijntje en Arnold              | 1.147.000   |
| 5    | 1 december 2013* | Rik van de Westelaken               | Google                          | 1.617.000   |
| 6    | 7 december 2013  | Erica Terpstra                      | Onno en Albert                  | 1.570.000   |
| 7    | 14 december 2013 | Simone Kleinsma                     | Doventolk                       | 1.423.000   |
| 8    | 21 december 2013 | Alexander Pechtold                  | Kerstverhaal                    | 1.289.000   |

* Vanwege de viering van het 200-jarig bestaan van het Koninkrijk der Nederlanden werd de uitzending in plaats van zaterdag op zondag uitgezonden.

### Seizoen 2 (voorjaar 2014)
| Afl. | Datum         | Gast                | Liedje                               | Kijkcijfers |
| ---- | ------------- | ------------------- | ------------------------------------ | ----------- |
| 1    | 1 maart 2014  | Maurice de Hond     | Uganda                               | 1.322.000   |
| 2    | 8 maart 2014  | Sybrand Buma        | Selfie                               | 1.515.000   |
| 3    | 15 maart 2014 | Guus Meeuwis        | Ilse en Waylon (Dit is hoe het moet) | 1.359.000   |
| 4    | 22 maart 2014 | Annemarie Jorritsma | Samen zijn                           | 1.658.000   |
| 5    | 29 maart 2014 | Jack van Gelder     | Slagerfestival                       | 1.484.000   |
| 6    | 5 april 2014  | Wendy van Dijk      | De battle                            | 1.295.000   |
| 7    | 12 april 2014 | Joris Linssen       | Kwis WK lied                         | 1.188.000   |
| 8    | 19 april 2014 | Paul de Leeuw*      | Pauw en Witteman de musical          | 1.201.000   |

* Gordon zou eigenlijk komen, maar zegde op het laatste moment af. Hierop werd besloten een grote kartonnen uitsnede van Gordon naast Paul de Leeuw neer te zetten en het Paul de hele aflevering zelf te laten doen.

### Seizoen 3 (najaar 2014)
| Afl. | Datum            | Gast                                 | Liedje                       | Kijkcijfers |
| ---- | ---------------- | ------------------------------------ | ---------------------------- | ----------- |
| 1    | 1 november 2014  | Jan de Hoop                          | 25 jaar RTL                  | 1.162.000   |
| 2    | 8 november 2014  | 3JS                                  | Energiedrank                 | 1.089.000   |
| 3    | 15 november 2014 | Lucille Werner                       | Sinterklaaslied              | 1.127.000   |
| 4    | 22 november 2014 | Henny Huisman                        | Rein Proper en de Kabinetjes | 1.050.000   |
| 5    | 29 november 2014 | Nelleke van der Krogt                | Vrouwen versieren            | 1.104.000   |
| 6    | 6 december 2014  | Ruben Nicolai                        | Dubkwish                     | 1.234.000   |
| 7    | 13 december 2014 | Dionne Stax                          | Toyboyband                   | 1.172.000   |
| 8    | 20 december 2014 | Kerstspecial (compilatie-uitzending) | N.v.t.                       | 1.205.000   |

### Seizoen 4 (voorjaar 2015)
| Afl. | Datum          | Gast                    | Liedje                | Kijkcijfers |
| ---- | -------------- | ----------------------- | --------------------- | ----------- |
| 1    | 7 maart 2015   | Diederik Samsom         | Opsteltenlied         | 1.311.000   |
| 2    | 14 maart 2015  | Loretta Schrijver       | De wolf               | 1.619.000   |
| 3    | 21 maart 2015  | Patrick Lodiers         | K3                    | 1.465.000   |
| 4    | 29 maart 2015* | Willeke Alberti         | De zingende zussen    | 1.299.000   |
| 5    | 4 april 2015   | Jan Kooijman            | Bankierenkoor         | 1.598.000   |
| 6    | 11 april 2015  | Daphne Deckers          | De conducteur         | 1.336.000   |
| 7    | 18 april 2015  | Ronald en Michel Mulder | Mevrouw de voorzitter | 1.394.000   |
| 8    | 25 april 2015  | Sven Kockelmann         | Het ratje Bram        | 1.265.000   |

* Vanwege de voetbalwedstrijd Nederland-Turkije werd deze uitzending op zondag uitgezonden.

### Seizoen 5 (najaar 2015)
| Afl. | Datum            | Gast                        | Liedje                                                       | Kijkcijfers |
| ---- | ---------------- | --------------------------- | ------------------------------------------------------------ | ----------- |
| 1    | 31 oktober 2015  | André van Duin              | Panda's                                                      | 1.614.000   |
| 2    | 7 november 2015  | Harry Piekema               | Erotiek en privacy                                           | 1.481.000   |
| 3    | 14 november 2015 | Mei Li Vos en Ton Elias     | Alles is nep                                                 | 844.000*    |
| 4    | 21 november 2015 | Jack Spijkerman             | We gaan het samen doen                                       | 1.494.000   |
| 5    | 28 november 2015 | Katja Schuurman             | Het Steenbergs piemelkoor                                    | 1.486.000   |
| 6    | 5 december 2015  | Henk Krol                   | Never Nooit Meer                                             | 1.200.000   |
| 7    | 12 december 2015 | Giel Beelen en Gerard Ekdom | Top 2000 alarm: Wij gaan naar Adele / Youpie / Nette rappers | 1.300.000   |
| 8    | 19 december 2015 | Astrid Joosten              | Kerstdiner bij de VVD                                        | 1.318.000   |

 * Dat de kijkcijfers zakten kwam doordat de aflevering op een later tijdstip werd uitgezonden, wegens een ingelaste uitzending van Pauw. Dit in verband met de aanslagen in Parijs van november 2015.

### Seizoen 6 (voorjaar 2016)
| Afl. | Datum         | Gast                 | Liedje                                   | Kijkcijfers |
| ---- | ------------- | -------------------- | ---------------------------------------- | ----------- |
| 1    | 12 maart 2016 | Eva Jinek            | Geen sky met diamonds                    | 1.543.000   |
| 2    | 19 maart 2016 | Frank Evenblij       | #OPHEF                                   | 1.356.000   |
| 3    | 26 maart 2016 | Martijn Fischer      | The Passion: André Hazes / Johan Cruijff | 1.724.000   |
| 4    | 2 april 2016  | Charles Groenhuijsen | Het ministerie van Justitie              | 1.503.000   |
| 5    | 9 april 2016  | Sophie Hilbrand      | Mijn nee                                 | 1.395.000   |
| 6    | 16 april 2016 | Frits Sissing        | Elk lied lijkt op Stairway to Heaven     | 1.243.000   |
| 7    | 23 april 2016 | Monique van de Ven   | Fan van Gerard Joling                    | 1.445.000   |

### Seizoen 7 (najaar 2016)
| Afl. | Datum            | Gast                                 | Liedje                             | Kijkcijfers |
| ---- | ---------------- | ------------------------------------ | ---------------------------------- | ----------- |
| 1    | 5 november 2016  | Frans Timmermans                     | Wij zijn het corps                 | 1.208.000   |
| 2    | 12 november 2016 | Gerrit Hiemstra                      | De Melangolen                      | 1.339.000   |
| 3    | 19 november 2016 | Jesse Klaver                         | We staan stil, #Mannequinchallenge | 1.361.000   |
| 4    | 26 november 2016 | Tooske Ragas                         | Geef ons een prik                  | 1.231.000   |
| 5    | 3 december 2016  | Leo Blokhuis                         | In de stad Amsterdam               | 1.197.000   |
| 6    | 10 december 2016 | Jeanine Hennis-Plasschaert           | Stem op mij!                       | 1.214.000   |
| 7    | 17 december 2016 | Huub Stapel                          | Op naar een vrolijk 2017!          | 1.332.000   |
| 8    | 26 december 2016 | Kerstspecial (compilatie-uitzending) | N.v.t.                             | 670.000     |

### Seizoen 8 (voorjaar 2017)
| Afl. | Datum         | Gast              | Liedje                                | Kijkcijfers |
| ---- | ------------- | ----------------- | ------------------------------------- | ----------- |
| 1    | 25 maart 2017 | Henry Schut       | De Jessias                            | 1.088.000   |
| 2    | 1 april 2017  | Ronald Giphart    | Begrafenis van de Oranje Leeuw        | 1.523.000   |
| 3    | 8 april 2017  | Dieuwertje Blok   | Samen op de scooter                   | 1.702.000   |
| 4    | 15 april 2017 | Irene Moors       | Dag buurman                           | 1.604.000   |
| 5    | 22 april 2017 | Rick Nieman       | Oh, oh, oh                            | 1.583.000   |
| 6    | 29 april 2017 | Brigitte Kaandorp | Oh Baby Baby                          | 1.674.000   |
| 7    | 6 mei 2017    | Sharon Dijksma    | De tien minutenwals van de huisartsen | 1.683.000   |

### Seizoen 9 (najaar 2017)
| Afl. | Datum            | Gast               | Liedje                                               | Kijkcijfers |
| ---- | ---------------- | ------------------ | ---------------------------------------------------- | ----------- |
| 1    | 4 november 2017  | Hans Klok          | House of cards                                       | 1.326.000   |
| 2    | 11 november 2017 | Ionica Smeets      | Thriller twitter / I believe I can frikandellenvlaai | 1.292.000   |
| 3    | 18 november 2017 | Frits Spits        | De vlag die je wist dat zou komen                    | 1.188.000   |
| 4    | 25 november 2017 | Hugo Borst         | Curl, curl, curl                                     | 1.221.000   |
| 5    | 2 december 2017  | Albert Verlinde    | Hiep Hiep Hoera (lerarenstaking)                     | 1.107.000   |
| 6    | 9 december 2017  | Paulien Cornelisse | Streaker voor je gedanst                             | 1.266.000   |
| 7    | 16 december 2017 | Pia Dijkstra       | Slaven van de SM (sociale media)                     | 1.202.000   |

### Seizoen 10 (voorjaar 2018)
Het tiende seizoen was tevens het laatste van het programma.
| Afl. | Datum         | Gast                | Liedje                                    | Kijkcijfers |
| ---- | ------------- | ------------------- | ----------------------------------------- | ----------- |
| 1    | 17 maart 2018 | Hugo de Jonge       | We gaan naar de Bunker                    | 1.443.000   |
| 2    | 24 maart 2018 | Martine van Os      | Kan de microfoon aan? / Niet naar de kust | 1.548.000   |
| 3    | 31 maart 2018 | Jennifer Hoffman    | Gezin in gevaar                           | 1.687.000   |
| 4    | 7 april 2018  | Foppe de Haan       | Barbie haar dossier / Free Gerard Ekdom   | 1.504.000   |
| 5    | 14 april 2018 | John van den Heuvel | Zonder Facebook / Weer een VVD'er         | 1.656.000   |
| 6    | 21 april 2018 | Lilian Marijnissen  | Dotan's trollendans                       | 1.392.000   |
| 7    | 28 april 2018 | Paul de Leeuw       | Spannende toon medley                     | 1.520.000   |

## Kwisconcert
Als afscheid van De Kwis voerden Niels van der Laan en Jeroen Woe van 30 augustus tot en met 2 september 2018 in het DeLaMar Theater in Amsterdam het Kwisconcert op, bestaande uit de beste liedjes uit zeven jaar De Kwis. De voorstelling werd in twee delen op 17 en 18 november 2018 uitgezonden op televisie.

## Na De Kwis
Vanaf 16 maart 2019 keerden Niels van der Laan en Jeroen Woe terug met het satirische programma Even Tot Hier.